# Chamanisme mongol

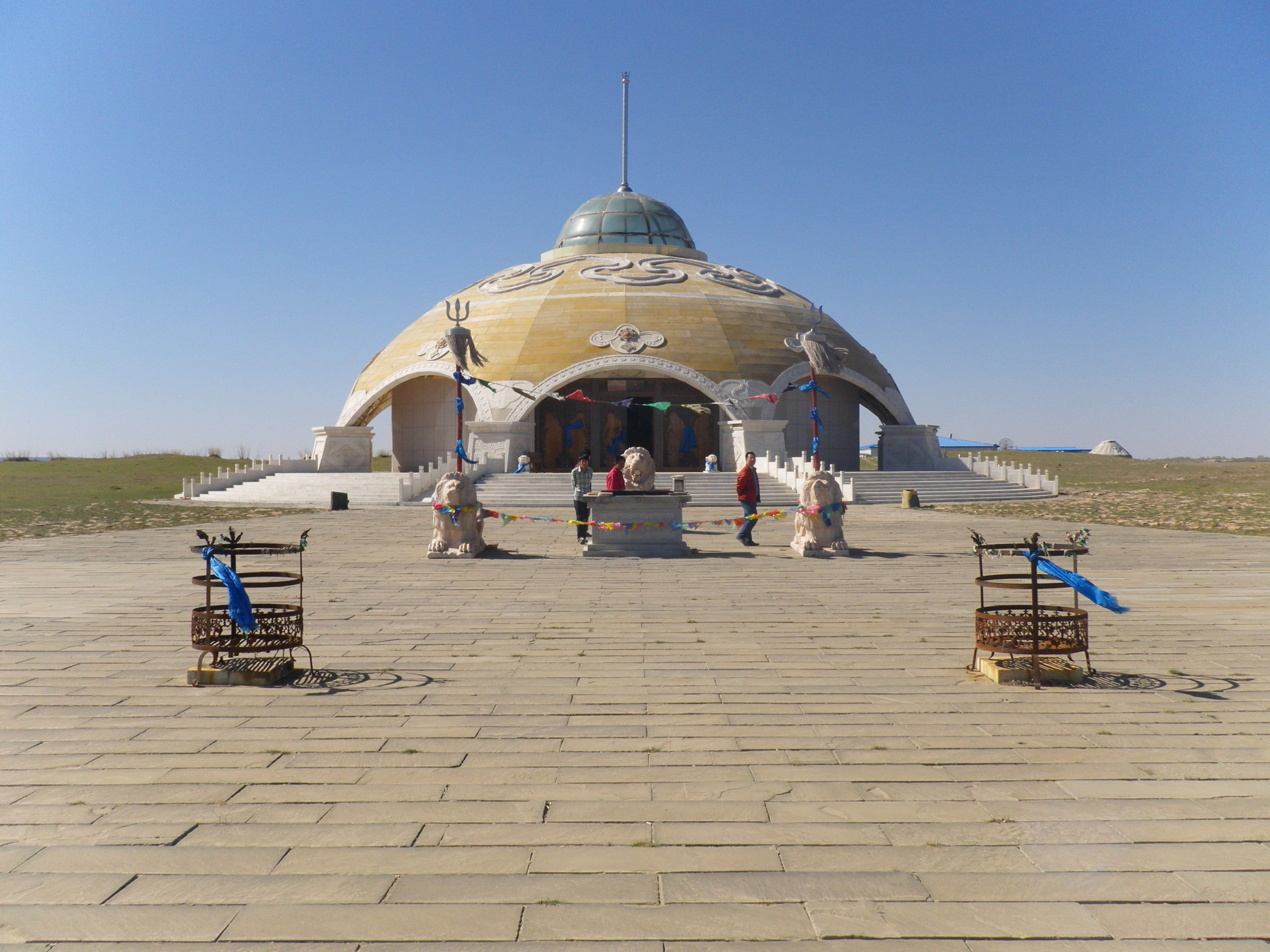
Temple de Sülde Tngri dans le désert d'Ordos en Mongolie-Intérieure (Chine).

Le chamanisme mongol, plus généralement appelé religion populaire mongole ou occasionnellement tengrisme.
En mongol, on parle de böö mörgöl (mongol cyrillique : бөө мөргөл), parfois traduit par paganisme.
Le chamanisme jaune est un terme utilisé pour désigner une version particulière du chamanisme mongol, influencé par le bouddhisme. Le terme « Jaune » se réfère au bouddhisme majoritaire de Mongolie suivant l'école des bonnets jaunes (Gelugpa) du bouddhisme tibétain, dans laquelle les membres portent des bonnets jaunes pendant les services. Le terme sert également à le distinguer d'un chamanisme qui n'est pas influencé par le bouddhisme (d'après ses pratiquants), le chamanisme noir, ainsi que du chamanisme blanc.

## Panthéon
Le chamanisme mongol est animiste, il est principalement composé de 99 créatures divines nommées Tngri.
Le chamanisme mongol est centré autour de l'adoration des tngri (dieux) et du plus haut Tenger (тэнгэр, Paradis, Dieu du paradis, Dieu ou Qormusta Tengri (Хормуста-тенгри). Dans la religion populaire mongole, Genghis Khan est considéré comme l'une de ses incarnations, sinon la principale incarnation, du Tengri.
Le Ciel-Père est en binôme avec Etügen ekh (Этүгэн эх), représentation spirituelle chez les mongols de la Terre-Mère (эх газар, ekh gazar).
Le Mausolée de Gengis Khan dans la ville d'Ordos, en Mongolie-Intérieure, est un centre important de cette tradition religieuse. Sülde Tngri qui représente le süld de dirigeant importants se réfère principalement à Gengis Khan.
Mergen (nom turc), également connu sous le nom mongol bouriate de Zasa Mergen (Заса Мэргэн) et la divinité de la sagesse et de l'abondance chez les Turcs.
Dayisun Tngri (en) est un dieu de la guerre, à la fonction protectrice.
Dayan Degereki ou Dayan Deerh, surtout lié au chamanisme jaune, à la fois divinité de la fertilité et un esprit gardien des initiations chamaniques, et à la fois une déité protectrices de la loi bouddhiste.